# Brian Quinn
Brian Quinn (ur. 26 maja 1960 w Belfaście) – piłkarz, reprezentant USA grający na pozycji obrońcy lub pomocnika. Obecnie jest trenerem piłkarskim.

## Kariera klubowa
Brian Quinn piłkarską karierę rozpoczął w 1978 w pierwszoligowym północnoirlandzkim klubie Larne F.C. W 1979 przeszedł do pierwszoligowego angielskiego Evertonu. W klubie z Liverpoolu występował przez dwa lata, lecz nie zdołał się przebić do podstawowego składu. W 1981 roku wyjechał do USA, gdzie został zawodnikiem występującego w North American Soccer League klubu Los Angeles Aztecs. W latach 1984–1992 był zawodnikiem (z krótką przerwą na grę w kanadyjskim klubie Hamilton Steelers w 1987) San Diego Sockers.

## Kariera reprezentacyjna
Brian Quinn występował w reprezentacji Stanów Zjednoczonych w latach 1991–1994.
W 1991 wystąpił w pierwszej edycji Złotego Pucharu CONCACAF, który USA wygrało, pokonując w finale Honduras w serii rzutów karnych. Kinnear na tym turnieju wystąpił we wszystkich pięciu meczach z Trynidadem i Tobago, Gwatemalą (bramka w 46 min.), Kostaryką, Meksykiem i Hondurasem w finale. W finale nie strzelił karnego w serii rzutów karnych. W 1992 roku wystąpił w pierwszej edycji Pucharu Konfederacji, który nosił wówczas nazwę Pucharu Króla Fahda. W tym turnieju wystąpił w meczu o półfinałowym z Arabią Saudyjską. Ogółem w latach 1991–1994 rozegrał w reprezentacji USA rozegrał 48 spotkania, w których strzelił 1 bramkę.

## Kariera trenerska
Po zakończeniu kariery piłkarskiej Brian Quinn został trenerem. W latach 1995–1996 był trenerem w San Diego Sockers. W latach 1997–1999 samodzielnie trenował San Jose Clash. W latach 2001–2004 ponownie trenował San Diego Sockers. Od 2008 jest asystentem trenera w University of San Diego.